# Раймунд (V) (граф Тулузький)
Раймунд (V) (*Raymond (V), д/н — бл. 978) — граф Тулузи в 961—978 роках.

## Життєпис
Походив з династії Руерг (Раймундідів). Син Раймунда IV, графа Тулузи, і Емільди Руерзької. Про його життя та діяльність відомо замало.
Успадкував владу близько 961 року. Визнав владу династії Рамнульфідів над Аквітанією. Зумів у 964 році повернути під владу Керсійське графство, а 972 графство Руерг після смерті молодшого брата Гуго. До кінця правління знову став володарем усього Лангедоку.
У 978 або 979 році був  вбитий в Гарацо, після чого владу успадкував син Вільгельм III.

## Родина
Дружина — Аделаїда, донька Фулька II Інгельгерінга, графа Анжу.
Діти:
- Вільгельм (952—1037), граф Тулузи
- Понс, граф Альбі
- Літгарда